# Сабельников Ігор Анатолійович
Сабельников Ігор Анатолійович (17 липня 1934 , Ростов-на-Дону  — 19 серпня 1999 , Київ ) — український сценарист. Лауреат Державної премії України ім. Т. Г. Шевченка (1986).

## Біографія
Народився 17 липня 1934 р. в Ростові-на-Дону. Закінчив Московський енергетичний інститут (1962). Працював інженером, кореспондентом газети «Комсомольское знамя». З 1963 р. — редактор «Київнаукфільму».
Автор сценаріїв і дикторських текстів стрічок: «Формула емоцій» (1967), «Плазма працює» (1968), «Комп'ютер і загадка Леонардо», «Народження комплексу» (1973), «Попереду — Монблан» (1974, у співавт.), «Про загадки сміху» (1974), «Наступ на рак», «Що ти відчуваєш, людино?» (1975), «Під знаком гена», «Пропагандист» (1976), «Московський міст» (1976, у співавт.), «Осмислюючи тайнопис молекул» (1976, у співавт. Бронзова медаль і диплом ВДНГ СРСР, 1976), «Стратегія якості» (1976), «…І залишаються легенди» (1977), «Київські адреси Ульянових», «Сім'я Заводіїв», «У тайзі, на третьому роз'їзді», «Хліб України» (1978), «У співавторстві з природою», «В цьому щось є» (1980), «Дніпропетровськ: ефект системи», «Командарми індустрії», «Літописці епохи» (1981), «Головуючий корпус» (1982), «Мамо, мамо, чому мені так жарко?» (1984), «Стратеги науки» (1985), «Море з подвійним дном», «Пам'яті загиблих будинків», «Успіння» (1986), «Сліди поколінь у пам'ятках Києва», «Дев'ять років з екстрасенсом» (1998), «Перший роман Михайла Булгакова», «Любов і смерть поета Володимира Маяковського» (1992), «Душа добро навчилася робити» (1994) та ін. Був членом Спілки кінематографістів України.
Помер 19 серпня 1999 р. в Києві.